# Чудинска планина
Чудинска планина (буг. Чудинска планина) је планина у граници Бугарске и Србије близу града Ћустендила у Бугарској и вароша Босилеграда у Србији. Њен највиши врх Арамлија износи 1.496 метара надморске висине.